# Tarsney Lakes
Tarsney Lakes es un lugar designado por el censo ubicado en el condado de Jackson en el estado estadounidense de Misuri. En el Censo de 2020 tenía una población de 250 habitantes y una densidad poblacional de 271,74 habitantes por km². Fue incluido como CDP en el censo de 2020. 

## Geografía
Tarsney Lakes se encuentra ubicado en las coordenadas 38°56′59″N 94°12′15″O / 38.94972, -94.20417.Según la Oficina del Censo de los Estados Unidos,  tiene una superficie total de 0,92 km², de la cual 0,79 km² corresponden a tierra firme y 0,13 km² a agua.